# Xenopus tropicalis
Xenopus tropicalis é uma espécie de rã da família Pipidae. É a única espécie do género Xenopus com um genoma diplóide. O seu genoma foi sequenciado em 2010, sendo o primeiro genoma de um anfíbio a ser sequenciado, o que o torna um organismo modelo importante para a genética que complementa a espécie relacionada Xenopus laevis, que é bastante usado como um modelo de vertebrado pela biologia do desenvolvimento. X. tropicalis tem uma série de vantagens sobre X. laevis para a investigação, tal como menor tempo de geração (<5 meses), tamanho mais pequeno (4–6 cm de comprimento), e maior número de ovos por desova.